# Allahé
Allahé è un arrondissement del Benin situato nella città di Za-Kpota (dipartimento di Zou) con 7.750 abitanti (dato 2006).